# Pik Avgevicha
Pik Avgevicha är en bergstopp i Antarktis. Den ligger i Östantarktis. Norge gör anspråk på området. Toppen på Pik Avgevicha är 1 983 meter över havet.
Terrängen runt Pik Avgevicha är varierad. Trakten är obefolkad. Det finns inga samhällen i närheten.